# Товарищество Киевского пивоваренного завода
Товарищество Киевского пивоваренного завода — существовавшая в дореволюционной России  компания, до недавнего времени - одно из старейших действующих пивоваренных производств столицы Украины. 

## История

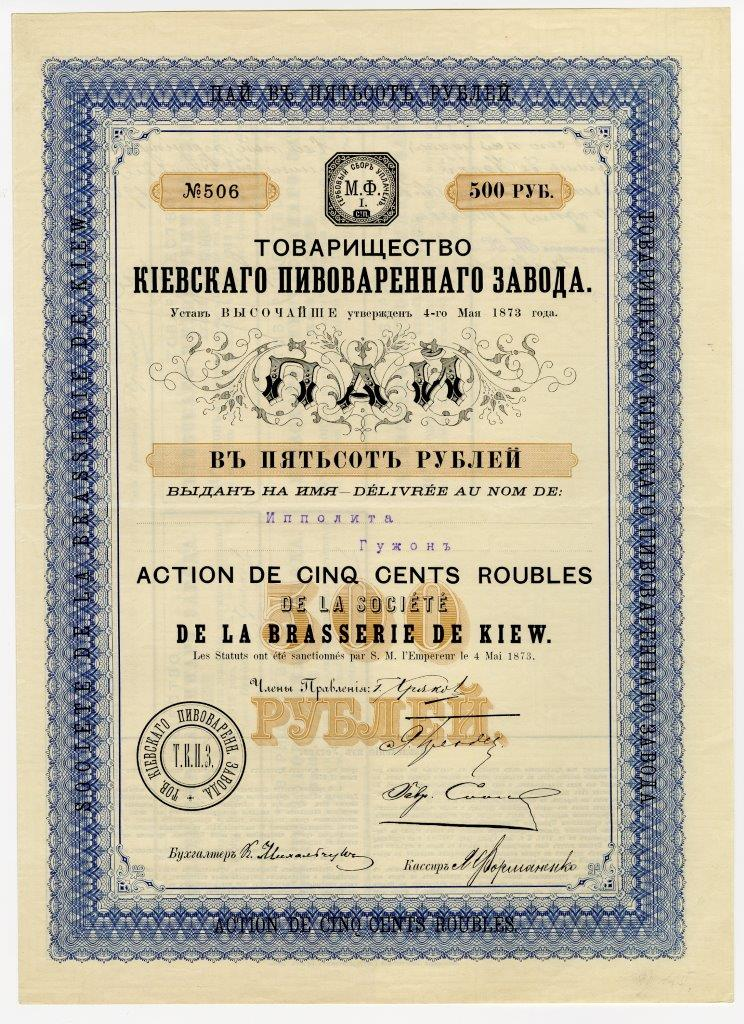
Пай в 500 руб., именной, Товарищества Киевского пивоваренного завода.

Движущей силой создания современного для той поры пивного производства в Киеве выступил сахарозаводчик и председатель Киевского биржевого комитета Николай Хряков, в 1871 г. выкупивший пригодную для строительства территорию бывшего чугунолитейного завода на Кирилловской улице.
Как сказано в Высочайше утверждённом 4 мая 1873 г. Уставе Товарищества Киевского пивоваренного завода: "Для устройства и содержания пивоваренного завода в городе Киеве учреждается Товарищество на паях под вышеозначенным наименованием. Учредители: 1-й гильдии купцы: Ревельский – К. Вейсе. Киевский – Н. Хряков и швейцарские уроженцы: Г. Енни и Ф. Енни."
Компаньоны внесли по 100 тысяч рублей каждый в результате чего основной капитал Товарищества на паях составил 400 тысяч руб. В дополнение ко старому корпусу бывшего чугунолитейного завода, использовавшегося в качестве варочного помещения, в кратчайшее время были возведены новые кирпичные корпуса, в которых разместились машинное отделение, солодовня, разливочная, ледник и прочие вспомогательные помещения. Основное оборудование нового предприятия было изготовлено на заводе компании "Шкода" в чешской Пльзени. Свою первую продукцию производство Товарищества Киевского пивоваренного завода выдало уже в ноябре того же, 1873 г.
Уже в первые пять лет своего существования завод наладил выпуск высших сортов баварского пива, портера, русского меда и английского эля; со временем пивной ассортимент пополнился  светлым чешским и темным мюнхенским напитками.
За десятилетия своей плодотворной деятельности пивное производство на Подоле было отмечено целой россыпью почетных наград и знаков отличия, первая из которых датирована 1880 годом, последняя - 2002.
Пиво подольского завода пользовалось большой популярностью далеко за пределами "Матери городов Русских". О высоком качестве продукции подольчан свидетельствует тот факт, что в реестре Киевского губернского акцизного управления Общество Киевского пивоваренного завода значилось под номером 1 среди всех пивоваренных производств губернии.
В годы советская власть|советской власти национализированное предприятие Товарищества киевского пивоваренного завода получило название "Киевский пивзавод № 2", входившее в Киевское объединение Укрпивопром. В годы независимости Украины вплоть до 10-х годов XXI в. приватизированное предприятие называлось «ЗАО Пивзавод на Подоле».. В настоящее время производство остановлено.